# Óscar Pablo Rossi
Óscar Pablo Rossi (Capital Federal, 27 luglio 1930 – 6 settembre 2012) è stato un calciatore argentino, di ruolo centrocampista.

## Carriera
Con la Nazionale argentina ha preso parte ai Mondiali 1962.